# Ponta Ío Macaco
A Ponta Ío Macaco é uma formação geológica costeira de São Tomé e Príncipe, localizada na ilha de São Tomé, a Sul da província de Caué. Este acidente geológico localiza-se entre a Praia Ió Grande e a Ponta da Garça.